# Magnus Troest
Magnus Troest (født 5. juni 1987 i København) er en dansk professionel fodboldspiller, der spiller for den italienske Serie B-klub Novara.

## Klubkarriere
I sommeren 2005 kom forsvarsspilleren Magnus Troest til FC Midtjylland efter at have spillet i ungdomsafdelingen i både B93 og Aston Villa. Han har indtil vinterpausen 2006/2007 repræsentere FC Midtjylland i 39 kampe og er noteret for tre scoringer. Han vandt i 2006 DBUs prisen som Årets U-21 Talent.
Den 25. august 2018 blev det offentliggjort, at Troest havde skrevet under på en toårig kontrakt med den italienske klub Juve Stabia, der spillede i Serie C.

## Landsholdskarriere
Troest har repræsenteret Danmark på flere ungdomslandshold. 
Fra 13. februar 2007 var han anfører for U21-landsholdet.

## Personlige forhold
Magnus Troests forældre har været danske mestre på 400 meter hæk. Moderen Anita Sølyst er stadig indehaver af den danske juniorrekord i syvkamp, ligesom hun vandt 400 meter hæk 1977, den første gang disciplinen var på DM-programmet. Faderen Jørgen Troest vandt 400 meter hæk i 1984 og 1985 og sikrede sig desuden sølv på 800 meter i 1977, to hundrededele af et sekund efter Tom B. Hansen. Magnus' lillesøstre Stina og Ditte er to af Danmarks mest lovende atletikudøvere, og storebror Jonas er også professionel fodboldspiller og 2011 udlejet af OB til SønderjyskE i Superligaen. De to brødre har også vist stort talent for atletik i Amager Atletik Club.